# Cohors I Asturum et Callaecorum
Die Cohors I Asturum et Callaecorum [civium Romanorum] (deutsch 1. Kohorte der Asturer und Callaecer [der römischen Bürger]) war eine römische Auxiliareinheit. Sie ist durch Militärdiplome und Inschriften belegt.

## Namensbestandteile
- Asturum et Callaecorum: [der] Asturer und Callaecer. Die Soldaten der Kohorte wurden bei Aufstellung der Einheit aus den Völkern der Asturer und Callaecer auf dem Gebiet des heutigen Asturien und Galicien rekrutiert.

- civium Romanorum:[1] der römischen Bürger bzw. mit römischem Bürgerrecht. Den Soldaten der Einheit war das römische Bürgerrecht zu einem bestimmten Zeitpunkt verliehen worden. Für Soldaten, die nach diesem Zeitpunkt in die Einheit aufgenommen wurden, galt dies aber nicht. Sie erhielten das römische Bürgerrecht erst mit ihrem ehrenvollen Abschied (Honesta missio) nach 25 Dienstjahren. Der Zusatz kommt in einigen Militärdiplomen, nicht aber in den Inschriften vor.

Da es keine Hinweise auf die Namenszusätze milliaria (1000 Mann) und equitata (teilberitten) gibt, ist davon auszugehen, dass es sich um eine reine Infanterie-Kohorte (Cohors peditata) handelt. Die Sollstärke der Einheit lag bei 480 Mann, bestehend aus 6 Centurien mit jeweils 80 Mann.

## Geschichte
Der erste Nachweis der Einheit in der Provinz Mauretania Tingitana beruht auf einer Inschrift, die in Volubilis gefunden wurde und die auf 57 n. Chr. datiert ist (ILM 00058). Möglicherweise hielt sich eine Vexillation der Kohorte um 60 vorübergehend in der Provinz Illyricum auf (siehe Abschnitt Unsicherheiten).
In Militärdiplomen, die auf 109, 114/117, 122, 124, 131, 153, 156/157, 159, 161 und 162/203 datiert sind, wird die Kohorte als Teil der Truppen (siehe Römische Streitkräfte in Mauretania) aufgeführt, die in Mauretania Tingitana unter verschiedenen Statthaltern stationiert waren.

## Standorte
Standorte der Kohorte in Mauretania Tingitana waren möglicherweise:
- Ain Schkour: Mehrere Inschriften weisen auf die Anwesenheit (von Teilen) der Kohorte in Ain Schkour hin. John Spaul geht davon aus, dass die Einheit in Ain Schkour stationiert war.[2]
- Volubilis: Der Grabstein des Präfekten Nammius Maternus wurde in Volubilis gefunden.

## Angehörige der Kohorte

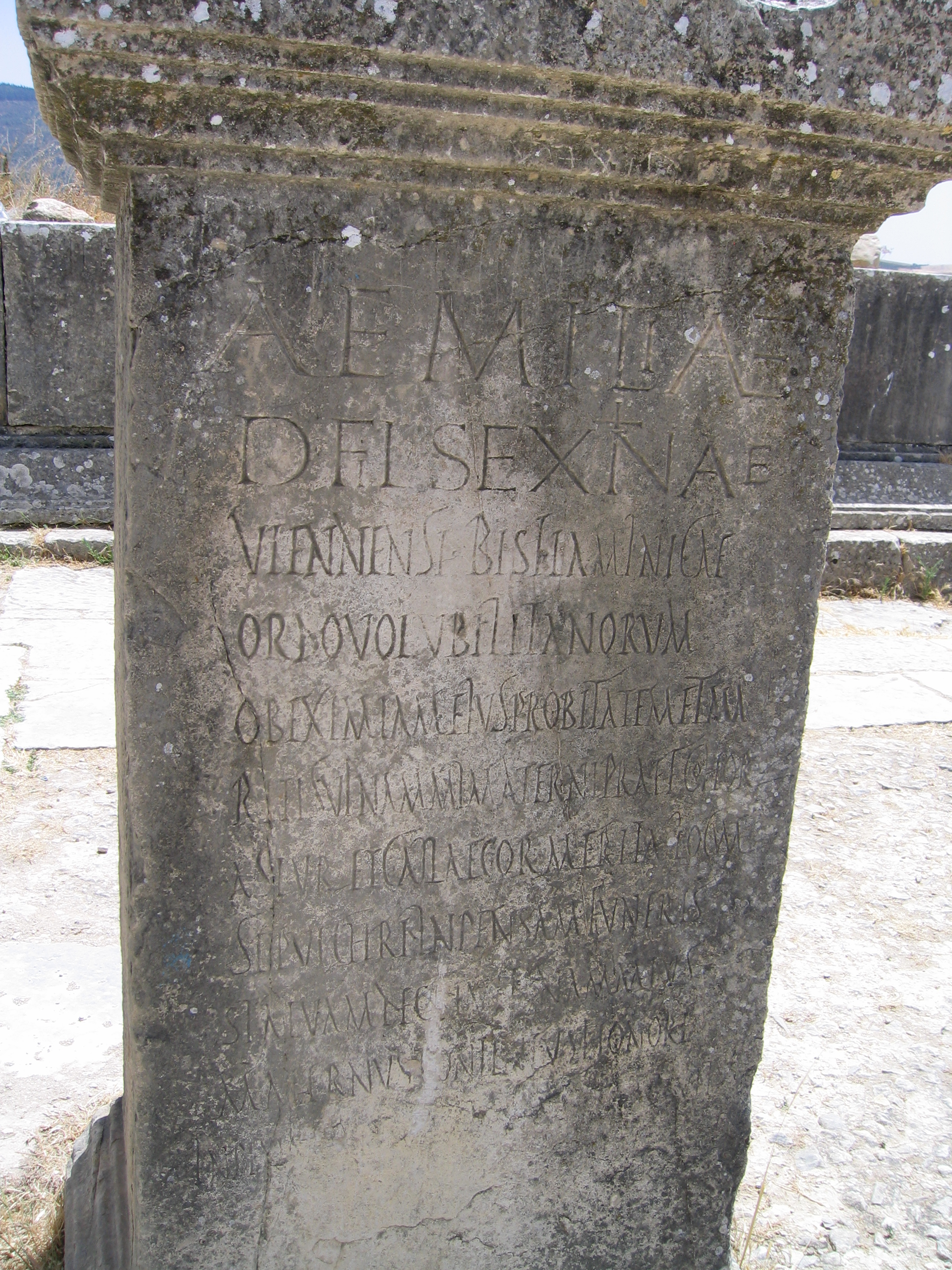
Grabstein des Nammius Maternus

Folgende Angehörige der Kohorte sind bekannt.

### Kommandeure
Die Kommandeure standen alle im Range eines Präfekten.
- Aemi[lius .]
- Caius Vibius Salutaris (CIL 3, 6065)
- Flavius[3] (oder C. Iul.)[2] Neon (CIL 8, 21820)
- Gaius Iulius Longinus (AE 1955, 208)
- Lucius Domitius Dentonianus (CIL 2, 4211)
- Nammius Maternus (AE 1916, 91, CIL 16, 167)
- Publius Valerius Priscus (CIL 6, 3654)

### Sonstige
- Ogrigenus, ein Soldat (CIL 13, 7037)
- Runcanius Victor, ein Optio (AE 1991, 1077)

## Unsicherheiten

### Mauretania Tingitana und Illyricum
Die Kohorte ist in Mauretania Tingitana durch Militärdiplome von 109 bis 162 durchgehend belegt und es sind aus diesem Zeitraum auch keine Inschriften oder Militärdiplome bekannt, die auf eine Stationierung der Einheit außerhalb von Mauretania Tingitana hinweisen würden.
Für den Zeitraum von 54/57 bis 60 gilt dies aber nicht; folgt man den Inschriften und Militärdiplomen, so wäre die Kohorte in relativ kurzer Zeit in zwei (bzw. drei) Provinzen stationiert gewesen. Die zeitliche Abfolge der Inschriften und Militärdiplome (und damit der Provinzen, in denen die Kohorte stationiert war) stellt sich wie folgt dar:
- 54/68: Noricum (CIL 16, 6) Es ist unsicher, ob die Einheit überhaupt auf dem Diplom aufgeführt ist.[2]
- 57: Volubilis (Mauretania Tingitana) (ILM 00058)
- 60: Illyricum (CIL 16, 4)

Margaret M. Roxan geht davon aus, dass zu diesem Zeitpunkt zwei verschiedene Kohorten mit dem Namen Cohors I Asturum et Callaecorum existiert haben:
- Cohors I Asturum et Callaecorum, die in Illyricum stationiert war.
- Cohors I Asturum et Callaecorum cR, die in Mauretania Tingitana stationiert war.

John Spaul bevorzugt die These, dass es sich um eine einzige Kohorte gehandelt habe. Er geht davon aus, dass die Einheit dauerhaft in Mauretania Tingitana stationiert war und dass sich eine Vexillation der Kohorte um 60 vorübergehend in Illyricum aufhielt.

### Germania
Der erste Nachweis der Kohorte ist der Grabstein des Ogrigenus, der nach 9 Jahren Dienst starb (CIL 13, 7037). Der Grabstein wurde in Zahlbach gefunden und wird in die julisch-claudische Zeit datiert.
Margaret M. Roxan gibt verschiedene Alternativen an, die in der Literatur für die Abfolge der Stationierungen der Kohorte diskutiert wurden. John Spaul gibt an, dass Juan Manuel Roldan Hervas die These von der Existenz zweier unterschiedlicher Kohorten bevorzugt; die eine sei in Germania und Illyricum stationiert gewesen, die andere in Mauretania Tingitana.